# خنافس الزهرة المتشقلبة
خنافس الزهرة البهلوانية أو المردليات (الاسم العلمي: Mordellidae)، فصيلة حشرات خنفسية من رتبة غمديات الأجنحة. تضم حوالي 1500 نوع
```
منتشرة في كافة أنحاء 
العالم
.
```